# Одран, Эдмон
Эдмо́н Одра́н (фр. Edmond Audran) — французский композитор, сначала составивший себе имя как композитор церковной музыки, затем имевший блестящий успех своими опереттами.

## Биография и творчество
Родился 11 апреля 1842 года в Лионе. Обучался у Камиля Сен-Санса в Институте церковной музыки (Париж). В 1861-1879 годах Одран служил капельмейстером в церкви Сен-Жозеф в Марселе.
В 1879 году переехал в Париж и занялся сочинением оперетт. В 1880 году в театре Буфф-Паризьен состоялась премьера его оперетты «Маскотта», которая получила наибольшую известность. «Маскотта» была одной из последних для золотого века французской оперетты и имела лишь временный успех. Эта оперетта считается самым значительным сочинением Одрана за всё его творчество, в ней он следует национальной французской традиции, также как Шарль Лекок.
Сочинения Одрана отличаются лёгкостью, юмором и изяществом. Его оперетты ставились во многих театрах Франции («дю Жимназ», «Нувоте», «Ренессанс» и др.). Скончался Одран 17 августа 1901 года в Тьерсвиле (Сена и Уаза).

## Семья
Внук композитора, Эдмон Одран, был артистом балета. В 1937—39 годах танцевал в труппе «Балет юности», после войны (в 1943 году?)[уточнить] женился на балерине Людмиле Чериной. В 1950 году погиб в автокатастрофе, случившейся недалеко от Лиона.

## Сочинения
- Опера «Фотис» (1896, Генуя)
- Оперетты:

- Медведь и паша (1862, Марсель)
- Искательница остроумия (1864, театр «Жимназ»)
- Великий могол (1867, «Жимназ»)
- Нивернезка (1867, «Жимназ»)
- Свадьба Оливетты (1879, театр Буфф-Паризьен)
- Маскотта (1880, театр Буфф-Паризьен)
- Жилетта из Нарбонна (1882, театр Буфф-Паризьен)
- Незабудка (1885, «Буфф-Паризьен»)
- Стрекоза и муравей (1886, театр «Гёте», Париж)
- Клятва любви (театр «Нувоте»)
- Крошка (1887, театр «Ренессанс»)
- Мисс Хельетт (1890, театр Буфф-Паризьен)
- Дядюшка Селестен (1891, театр «Меню-Плезир»)
- Мадам Сюзетт (1893, театр Буфф-Паризьен)
- Герцогиня Феррарская (1895, театр Буфф-Паризьен)
- Куколка (1896, театр «Гёте», Париж)
- Священник Винцент (1901, театр Буфф-Паризьен)

## Комментарии
1. ↑  Оперетта была поставлена одновременно со Сказками Гофмана Оффенбаха.
2. ↑  В России также известна под названием «Красное солнышко».